# Championnats d'Amérique du Nord, d'Amérique centrale et des Caraïbes d'athlétisme espoirs
Les Championnats d'Amérique du Nord, d'Amérique centrale et des Caraïbes d'athlétisme espoirs (en anglais : NACAC Under-23 Championships in Athletics) est une compétition continentale d'athlétisme réservée aux athlètes de moins de 23 ans regroupant les nations membres de l'Association d'athlétisme d'Amérique du Nord, d'Amérique centrale et des Caraïbes (NACAC).

## Éditions
| Édition | Année | Ville          | Pays                   | Date                   | Site                                        | Épreuves |
| ------- | ----- | -------------- | ---------------------- | ---------------------- | ------------------------------------------- | -------- |
| 1re     | 2000  | Monterrey      | Mexique                | 3 au 5 août            | Universidad Autónoma de Nuevo León          | 45       |
| 2e      | 2002  | San Antonio    | États-Unis             | 9 au 11 août           | E.M. Stevens Stadium                        | 45       |
| 3e      | 2004  | Sherbrooke     | Canada                 | 30 juillet au 1er août | Université de Sherbrooke Stadium            | 42       |
| 4e      | 2006  | Saint-Domingue | République dominicaine | 7 au 9 juillet         | Estadio Félix Sánchez                       | 44       |
| 5e      | 2008  | Toluca         | Mexique                | 18 au 20 juillet       | Estadio Universitario Alberto Chivo Cordova | 44       |
| 6e      | 2010  | Miramar        | États-Unis             | 9 au 11 juillet        | Ansin Sports Complex                        | 44       |
| 7e      | 2012  | Irapuato       | Mexique                | 6 au 8 juillet         | Centro Paralímpico Nacional                 | 44       |
| 8e      | 2014  | Kamloops       | Canada                 | 8 au 10 août           | Hillside Stadium                            | 44       |
| 9e      | 2016  | San Salvador   | Salvador               | 15 au 17 juillet       | Stade national Jorge González               | 44       |
| 10e     | 2019  | Querétaro      | Mexique                | 5 au 7 juillet         | Parque Queretaro 2000 Stadium               | 44       |
| 11e     | 2021  | San José       | Costa Rica             | 9 au 11 juillet        | Stade national                              | 35       |
| 12e     | 2023  | San José       | Costa Rica             | 21 au 23 juillet       | Stade national                              | 43       |